# Plant design management system
AVEVA PDMS ou ""AVEVA Plant Design Management System"" est un logiciel de CAO édité par la société britannique Aveva.
AVEVA PDMS  est un logiciel multi-utilisateurs, principalement utilisé dans les études d'ingénierie (conception 3d, production de plans de constructions 2d, traitement de données ...) pour la construction de plates-formes pétrolières Off-shore ou bien de site industriels On-shore. PDMS est utilisé pour la conception d'usines dans les domaines  de l'industrie énergétique (pétrole, gaz, nucléaire), chimique, pharmaceutique, alimentaire.
Le Computer-Aided Design Centre (ou CADCentre) fut créé à Cambridge (Angleterre) en 1967 par le Ministère Anglais de Technologie. Sa mission était de développer un outil CAO Conception Assistée par Ordinateur. Le centre de recherche fut pionnier dans la CAO, et de nombreux membres de la toute première équipe de développement sont renommés mondialement dans la communauté CAO. Les frères Dick et Martin Newell par exemple.
En 1996, CADCentre devint une société cotée et plus tard changea son nom en Aveva.

## Source
- [PDF] AVEVA Solutions Limited, « Vantage Plant Design Management System (PDMS) », 0802/VPDMS/01, 2002